# صيغة فييت (جداء)
في الرياضيات، صيغة فييت (بالإنجليزية: Viète's formula)‏ هي الجداء غير المنتهي التالي للجذور التربيعية المتداخلة، ممثلا ضعف مقلوب العدد باي :
{\displaystyle {\frac {2}{\pi }}={\frac {\sqrt {2}}{2}}\cdot {\frac {\sqrt {2+{\sqrt {2}}}}{2}}\cdot {\frac {\sqrt {2+{\sqrt {2+{\sqrt {2}}}}}}{2}}\cdots .}
قد تُكتب أيضا على الشكل التالي:
{\displaystyle {\frac {2}{\pi }}=\prod _{n=1}^{\infty }\cos {\frac {\pi }{2^{n+1}}}}
سميت هذه الصيغة هكذا نسبة إلى عالم الرياضيات الفرنسي فرانسوا فييت (1540-1603) الذي أدمجها في كتاب له نشره عام 1593.

## طريقة البرهان

متتالية من المضلعات المنتظمة عدد أضلعها يساوي قوة العدد اثنين، محاطة بدائرة. النسبة بين مساحة مضلعين منتظمين متتالين في هذه المتتالية يعطي حد صيغة فييت.

حصل فييت على هذه الصيغة بمقارنة مساحة متعددي أضلاع منتظمين عدد أضلعهما هو {\displaystyle 2^{n}} و {\displaystyle 2^{n+1}}  على التوالي، محاطين بدائرة. الحد الأول من الجداء هو {\displaystyle {\tfrac {\sqrt {2}}{2}}}، مساويا للنسبة بين مساحة المربع وثماني الأضلاع الذي يليه في المتتالية.

## المغزى
نشر فييت صيغته وهي تغيير لنفس الفكرة التي جاء بعا العالم أرخميدس من أجل الاقتراب من قيمة π.
ولكن، بنشره لهذه الصيغة، أنشأ أول جداء غير منته في الرياضيات، وأول صيغة معلومة تعطي قيمة π.
بإعطائه لصيغة تعطي عددا معينا في عدد غير منته من الخطوات، أعتبرت صيغة فييت بداية للتحليل الرياضي وذهب البعض إلى أبعد من ذلك معتبرين هذه الصيغة فجر الرياضيات المعاصرة.
باستعمال فييت لصيغته، استطاع أن يعطي قيمة مقربة إلى π في حدود تسع أرقام بعد الفاصلة. ولكن هذا الإنجاز لم يكن هو الأدق في ذلك الزمان حيث عالم الرياضيات الفارسي غياث الدين الكاشي أعطى تسعة أعداد بعد الفاصلة في نظام العد الستيني، ما يكافئ ستة عشر رقما بعد الفاصلة في نظام العد العشري. كان ذلك في عام 1424. بُعيد نشر فييت لصيغته، استعمل لودولف فان ساولن طريقة مشابهة من أجل حساب خمس وثلاثين رقما بعد الفاصلة ل π، لم تنشر إلا بعد وفاة هذا الأخير، متجاوزا بذلك إنجاز الكاشي من حيث الدقة.